# Palais des Bonbons et du Nougat

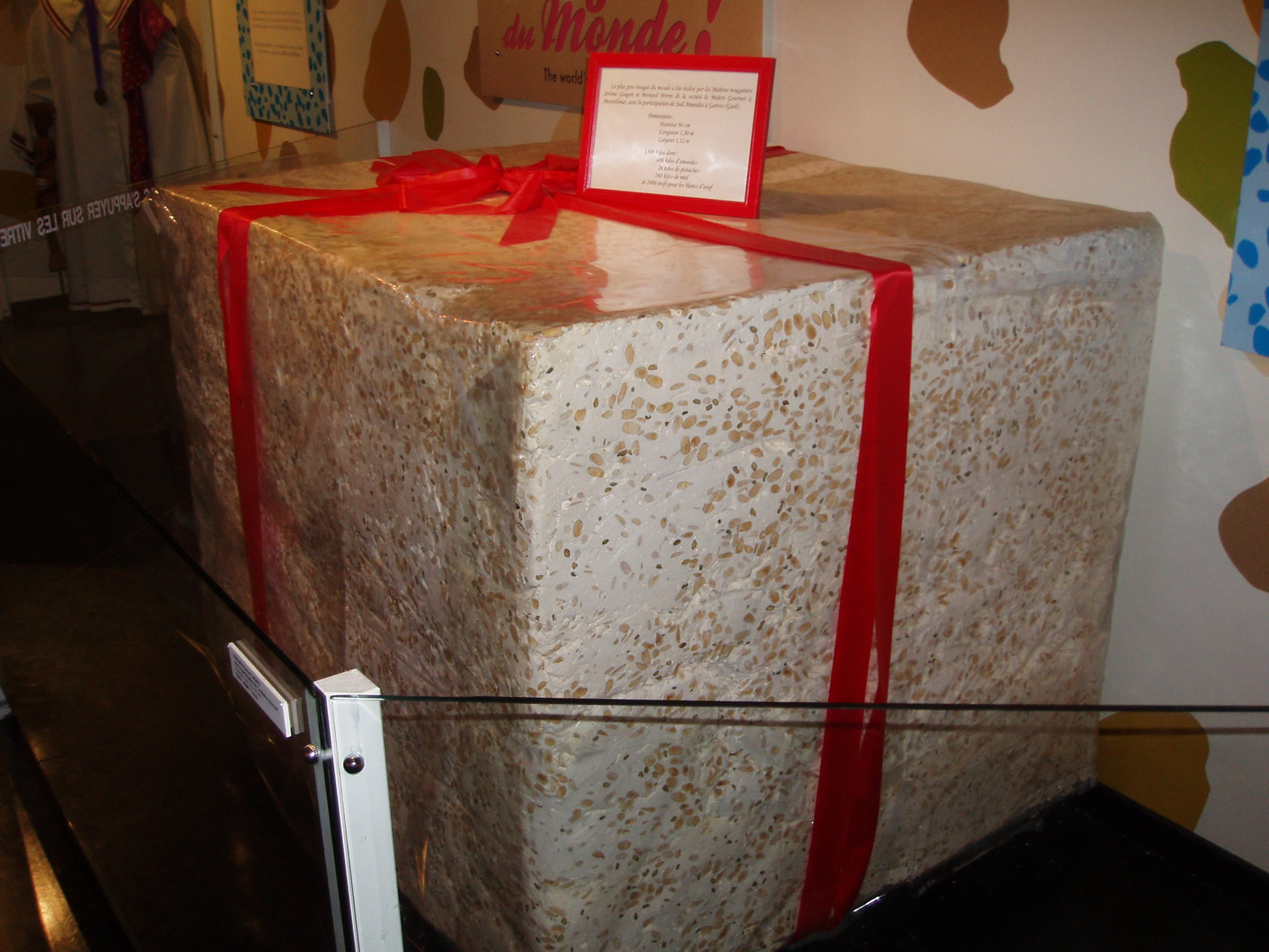
„Der größte Nougat der Welt“ im Palais des Bonbons et du Nougat – ein rund 1300 kg schwerer Nougatbrocken

Das Palais des Bonbons et du Nougat (deutsch: Palast der Bonbons und des Nougats) in Montélimar (Frankreich) ist ein Museum und Freizeitpark. Geschichte, Herkunft und Vielfalt von Süßwaren und Zucker werden dort dokumentiert und farbenprächtig inszeniert.
Themenschwerpunkt ist die Kulturgeschichte und Herstellungsweise des Nougat.
Das 2005 eröffnete Museum umfasst eine Nougatfabrik, ein Restaurant, ein so genanntes Maison de Jouets mit Spielwaren, elektronischem Spielzeug und Spielzeugrobotern, eine Boutique und das Musée des bonbons (dt.: Museum der Bonbons). Ferner gibt es einen Ferme des Animaux miniatures, ein Streichelzoo, eine Aire de Jeux, ein Kinderspielplatz sowie den Espace Gonflable: Air Badaboum, ein überdachter und technisch aufwändiger Spielplatz.